# 春日倉老
春日倉 老（かすがのくら の おゆ）は、飛鳥時代から奈良時代にかけての僧・貴族・歌人。氏は春日蔵・春日椋とも記される。姓は首。官位は従五位下・常陸介。

## 経歴
春日倉氏（春日倉首）は、春日倉人（職業部の一つで、春日にあった朝廷の倉庫の業務に従事した部民）の首長。春日倉氏の出自は不明だが、春日氏の一族、あるいは、渡来系氏族の蔵氏（蔵史）の一族とする説がある。
当初は出家し僧名は弁基または弁紀と称した。大宝元年（701年）に還俗。春日倉首の氏姓と、老の名を与えられ、追大壱に叙せられた。和銅7年（714年）従五位下に叙爵し、のち常陸介に任ぜられた。卒年は不明だが、享年52とされる。
『万葉集』に弁基として1首、春日倉首老の名で7首の計8首が入集している。弁基としての作品は『新勅撰和歌集』にも採られている。『懐風藻』に五言絶句が1首採録されているほか、『常陸国風土記』の編者の一人ともされる。

## 官歴
注記のないものは『続日本紀』による。
- 大宝元年（701年）3月19日：還俗（賜姓春日倉首）、追大壱
- 時期不詳：正六位上
- 和銅7年（714年）正月5日：従五位下。
- 時期不詳：常陸介[6]

## 系譜
『尊卑分脈』による。
- 父：不詳
- 母：不詳
- 生母不明の子女
  - 女子：藤原房前室